# Società preindustriale

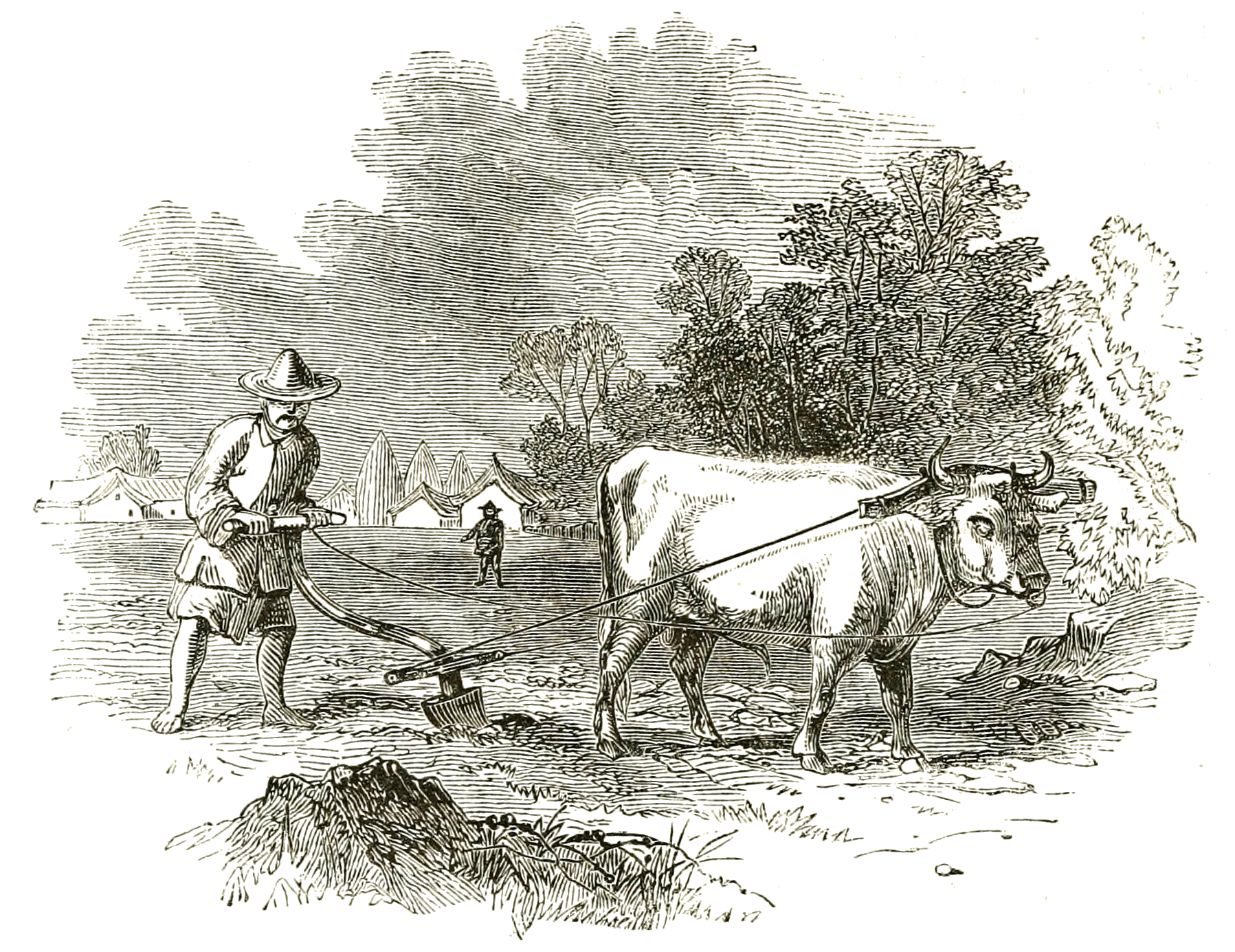
"Agricoltore tartaro": un contadino cinese che usa un bue per tirare un aratro

Con la locuzione società preindustriale ci si riferisce a sistemi e attributi sociali, nonché a forme di organizzazione politica e culturale, precedenti alla rivoluzione industriale, convenzionalmente identificata nel periodo storico che va dal 1750 al 1850. Le società considerate preindustriali variano da regione a regione a seconda della cultura di una determinata area o della storia della sua vita sociale e politica.
Il concetto di società preindustriale è ampiamente utilizzato nelle scienze esatte, e non solo in definizioni di marca ideologica, rispetto alle quali può essere considerato un lemma "senza valore" (vedi oggettivismo). È infatti usato in modo pressoché succedaneo al concetto di "società tradizionale", locuzione tuttavia contestata poiché la tradizione implica la stagnazione, che appesantisce il concetto.
Karl Marx, che isolò il concetto teorico, utilizzò l'espressione "società pre-capitalista", definizione assertiva nella quale è implicato che il passaggio al capitalismo sia uno sviluppo o un progresso inevitabile nella successione dei modi di produzione verso un futuro senza classi in una società comunista. I concetti di "società agricola" e "società premoderna", sviluppati da Hegel e Marx, non sono stricto sensu sovrapponibili.
Il termine "preindustriale" è utilizzato anche come riferimento per le condizioni ambientali prima dello sviluppo della società industriale: ad esempio, l'Accordo di Parigi sui cambiamenti climatici, adottato a Parigi il 12 dicembre 2015 e in vigore dal 4 novembre 2016, "mira a limitare il riscaldamento globale ben al di sotto di 2, preferibilmente a 1,5 gradi centigradi, rispetto ai "livelli  preindustriali".

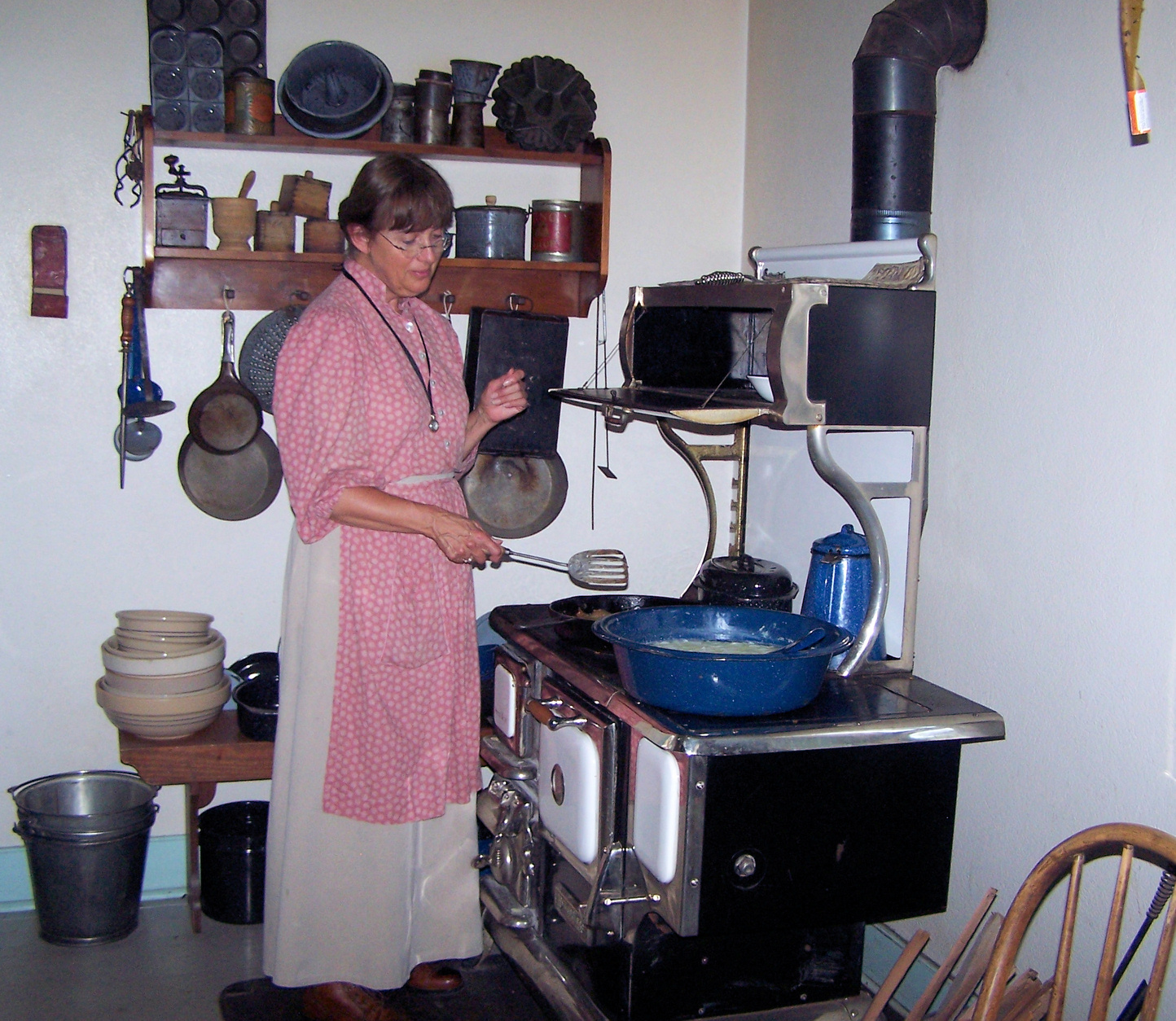
Un'attrice in un parco a tema mostra una tipica cucina rurale del 1918 (Sauer-Beckmann Farmstead, Lyndon B. Johnson State Park and Historic Site, Texas, Stati Uniti). Il ruolo delle donne sembra ancorato all'atemporalità del preindustriale, ma la tecnologia è già industriale

## Fondamenti teorici
- Le idee hegeliana e marxista ritengono che la storia abbia un senso di progresso necessario (vedi filosofia della storia), o nel senso dello spirito (Hegel) o delle forze produttive e delle relazioni sociali (Marx).
- L'idea marxista ritiene che la storia progredisca per fasi di sviluppo. Sebbene questa nozione di movimento graduale fosse implicita da Marx (Grundrisse), fu esplicitamente sviluppato da Friedrich Engels nella sua Dialettica della natura e in L'origine della famiglia, della proprietà privata e dello Stato.
- Nella teoria marxista classica c'è l'idea che l'andamento della storia umana sia determinato dai modi di produzione (determinismo economico, materialismo dialettico, materialismo storico).
- Le fasi preindustriali sarebbero:
  - Comunismo primitivo (nessuna proprietà privata)
  - Schiavismo (emergere di proprietà)
  - Feudalesimo (consolidamento dell'autorità)

Le fasi industriali o moderne sarebbero il capitalismo, il socialismo (come fase di transizione) e il comunismo.
La teoria politica contemporanea ritiene che il capitalismo, evitando la transizione al socialismo e al comunismo, abbia trasceso la fase industriale. Daniel Bell indicò la società post-industriale nella fase attuale; altri (ad esempio Michel Foucault) usano l'appellativo postmoderno.

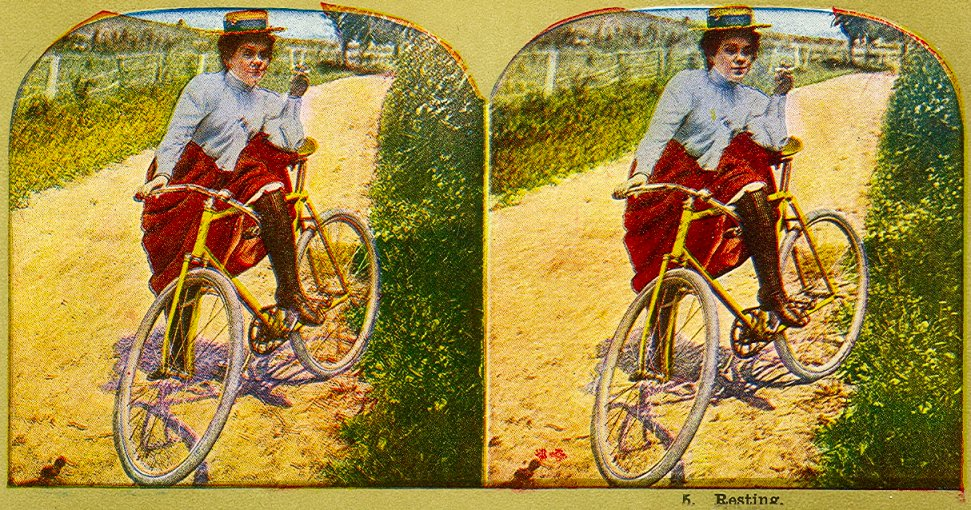
Donna che fuma in bicicletta (1900 circa). Tutti gli elementi di questa immagine erano efficaci solventi della società preindustriale

## Attributi comuni
- Produzione limitata
- Estrema economia agricola

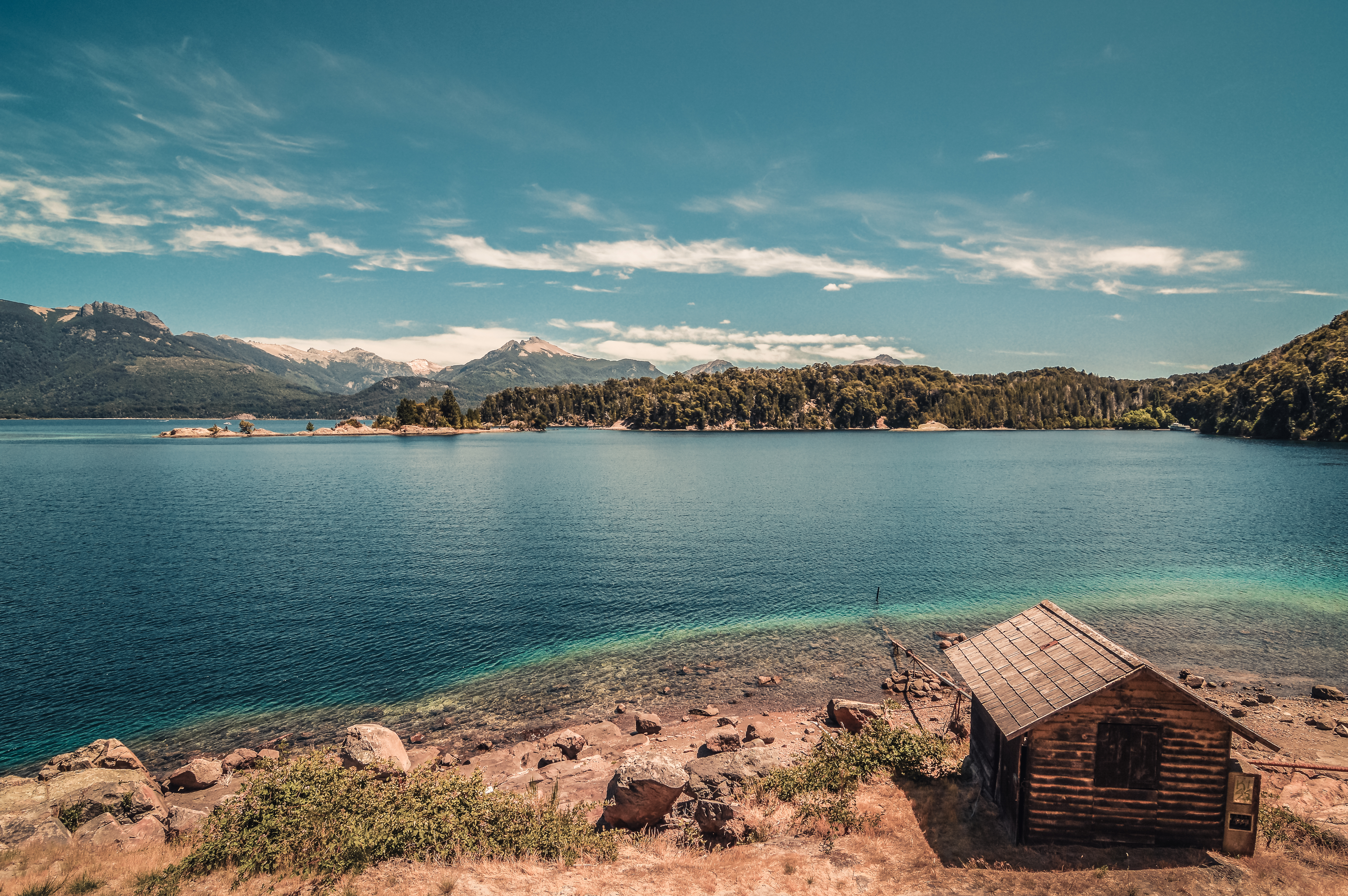
Uno stile di vita semplice al di fuori della rivoluzione industriale

- Divisione del lavoro limitata. Nelle società preindustriali, la produzione era relativamente semplice e il numero di mestieri specializzati era limitato.
- Variazione limitata delle classi sociali
- Campanilismo — Le comunicazioni tra le comunità nelle società preindustriali erano limitate. Pochi hanno avuto l'opportunità di vedere o ascoltare oltre il proprio villaggio. Le società industriali sono cresciute con l'aiuto di mezzi di comunicazione più veloci, avendo a portata di mano più informazioni sul mondo, consentendo il trasferimento di conoscenze e la diffusione culturale tra di loro.
- La popolazione è cresciuta a tassi sostanziali[3]
- Ceti sociali: contadini e signori[4]
- Livello di sussistenza[4]
- Popolazione dipendente dai contadini per il cibo[4]
- Le persone si trovavano nei villaggi piuttosto che nelle città

## Demografia
La crescita della popolazione è lenta, con alcuni periodi in diminuzione: esso è dovuto a periodi ciclici di crescita e recessione dell'economia che si possono riassumere in questo schema:
- il sistema economico garantiva la mera sussistenza e in anni particolari di buon raccolto si assisteva ad una moderata crescita della popolazione (più cibo=più possibilità di sopravvivenza) - il cosiddetto ciclo positivo;
- la crescita della popolazione portava ad un aumento della domanda di beni primari (cibo, abbigliamento) che l'economia non riusciva a sostenere: a questo punto si assisteva ad una recessione perché il sistema non era in grado di tollerare un aumento così brusco e repentino della domanda (che a sua volta aumentava i prezzi) adeguando la sua offerta - il ciclo negativo;
- dopo qualche anno di crisi si ripresentavano delle stagioni di buon raccolto che facevano crescere ancora la popolazione e così via. Ad ogni crescita corrisponde un punto di decrescita.

Era un'economia caratterizzata da un alto tasso di mortalità e un alto tasso di natalità: il primo per le frequenti carestie, epidemie e guerre; il secondo per compensare il tasso di mortalità e connesso al sistema produttivo che era basato sul lavoro manuale (e quindi al binomio tanti figli=tante braccia).

## Economia

### Sistemi economici
- Società di cacciatori-raccoglitori[4]
- Mercato delle materie prime
- Mercantilismo
- Agricoltura di sussistenza
- Economia di sussistenza
- Comunismo primitivo

### Condizioni di lavoro
La società preindustriale era molto statica. Le dure condizioni di lavoro esistevano già da molto prima della rivoluzione industriale, ma con essa divennero più sistematiche e diffuse, soprattutto per quanto riguarda il lavoro minorile, le lunghe ore e l'insalubrità degli ambienti.

### Agricoltura
A causa della forte sperequazione dei redditi, il 10% della popolazione possedeva il 60% delle ricchezze. La produzione era rivolta alle esigenze di autoconsumo. Durante il Medioevo erano frequenti delle forme di parassitismo: il feudatario si imponeva sulla comunità contadina e da essa esigeva tributi sotto forma di alimenti. Il perno economico dell'età preindustriale era sicuramente l'attività agricola, che impegnava quasi il 70% della popolazione attiva, a causa della bassa produttività e delle tecniche agricole ancora non sofisticate legate ad uno sfruttamento del suolo non intensivo. La quasi totalità della produzione agricola era utilizzata per l'alimentazione e per la produzione di sementi da piantare l'anno successivo. Solo nel XVI secolo il miglioramento delle tecniche agricole e l'uso (o sfruttamento…) più razionale del suolo (sono gli anni delle grandiose opere di bonifica in tutta Europa) permisero ai contadini un surplus produttivo e un miglioramento della qualità della vita.
In un periodo all'incirca decennale i raccolti abbondanti erano pochi, più frequenti quelli mediocri o scarsi; quando per 3/4 anni si succedevano raccolti che non soddisfacevano il fabbisogno minimo, le scarse scorte alimentari si esaurivano velocemente, comportando un aumento dei prezzi dei cereali (e così delle farine, del pane ecc.), e in questo modo coloro che non potevano più permetterseli erano esposti alla fame e ad un progressivo indebolimento che li rendeva soggetti più attaccabili alle malattie.

### Produzione pre-industriale
Nell'età pre-industriale convivevano tre diversi modelli di produzione.
- Le botteghe artigianali rappresentavano la maggior parte della produzione. Nelle città gli artigiani erano riuniti in corporazioni.
- Alcune aree, particolarmente i dintorni di una città, si specializzavano in un settore ed i singoli laboratori, spesso domestici, si specializzavano a loro volta in una precisa fase produttiva (ad esempio per la lana: cardatura, filatura, tessitura, tintura, follatura, cimatura). Chi organizzava questo sistema erano i mercanti[6], secondo il cosiddetto Verlagssystem o il Kaufsystem.
- Soprattutto a partire dal Seicento si svilupparono le manifatture, ovvero grandi laboratori, dove lavorano centinaia, talvolta migliaia, di lavoratori, alle dipendenze di un proprietario, che era un investitore e non partecipava alla lavorazione: non erano, tuttavia, ancora delle industrie, dal momento che non utilizzavano motori termici, né tanto meno elettrici[7].

### Commercio
Figure importanti per lo sviluppo economico successivo furono i mercanti (i primi imprenditori della storia): grazie a carri o navi, essi commerciavano con le comunità confinanti a breve o lungo raggio (ci sono tracce di scambi commerciali con l'oriente sin dall'Alto Medioevo). Erano in genere benestanti e contribuivano a mantenere nello stato una bilancia commerciale positiva (le esportazioni sono superiori in valore alle importazioni), grazie all'accumulo in patria di oro e argento: saranno loro gli inventori del metodo della partita doppia, applicato nell'economia aziendale.
Disponendo di buone riserve finanziarie, si esponevano ai rischi di impresa nel commercio e uscirono dalla staticità del sistema attraverso due modalità d'intervento:
- Verlagssystem (sistema dell'anticipazione)
- Kaufsystem (sistema del commissionamento)

### Attività bancaria
Un'altra importante attività che si sviluppa nell'XI secolo è quella dei banchieri.
L'attività bancaria è esercitata da quattro tipi di soggetti, che operano in settori d'azione abbastanza distinti:
- Prestiti su pegno: la riscossione di interessi era in contrasto con la cultura dominante secondo cui era ingiusto guadagnare sulle somme prestate (tesi sostenuta già da Aristotele). I prestiti erano quindi senza interessi e di solito svolti da ebrei.
- Cambiavalute: considerato che solo in Italia esistono 270 specie di monete è un compito fondamentale che permette il commercio tra diverse regioni.
- Monti di pietà: sorgono nel XV secolo per venire incontro ai piccoli prestiti nei confronti dei più bisognosi senza essere un'operazione di beneficenza ma di credito: i promotori sono i frati francescani che cercano di risolvere il problema dell'usura. Il capitale è formato da beneficenza: inizialmente non c'è tasso d'interesse (per le ragioni di cui sopra), ma dopo qualche decennio una bolla di papa Leone X autorizzerà un piccolo interesse per compensare le spese di amministrazione.
- Banchi pubblici: nascono dalle maggiori esigenze del XVI secolo dello Stato in campo finanziario di medio e lungo termine (mantenimento eserciti, apparato burocratico). Tali risorse finanziarie vengono fornite dai proprietari terrieri che avevano interesse, attraverso l'iniezione di denaro nelle casse dello Stato, ad accumulare potere politico.

L'attività finanziaria era esercitata anche da soggetti che non erano banchieri: in particolare fra il Trecento ed il Cinquecento i più grossi prestiti ai re e ai papi erano fatti dalle compagnie commerciali, come quelle dei Bardi, dei Medici e dei Fugger.

## Critica del concetto
In tempi recenti, molti storici hanno sostenuto che il concetto popolare di società industriale dovrebbe essere relativizzato. Il motivo è che molti dei fenomeni sociali ed economici normalmente associati alla società industriale (commercio, mercati dei capitali, lavoro salariato, ecc.) esistevano anche su scala modesta in molte società preindustriali, come l'antica Grecia e Roma, l'Italia del XV secolo e i Paesi Bassi del XVII secolo.
Inoltre, nel capitalismo mercantile che ha preceduto il capitalismo industriale quando la società era ancora prevalentemente feudale, l'attività imprenditoriale capitalista esisteva senza fabbriche meccanizzate che funzionavano con lavoro salariato. Pertanto, lo sviluppo dei mercati capitalistici in cui gli input e gli output della produzione sono sempre più beni e servizi soggetti a prezzo e scambio, deve essere visto come un processo graduale di evoluzione e l'industrializzazione come un processo che non si verifica in modo uniforme nel tempo e nello spazio.